# Willy-Brandt-Haus Lübeck

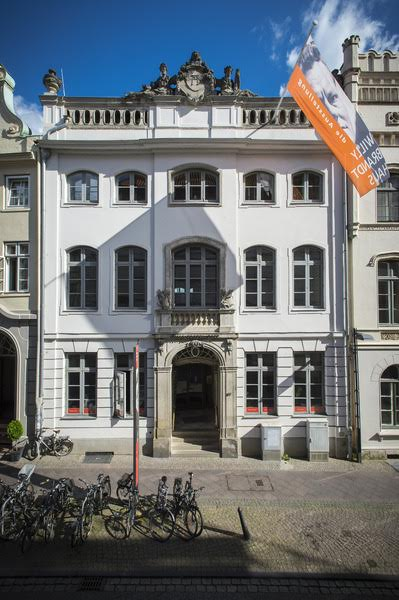
Das Willy-Brandt-Haus Lübeck 2015

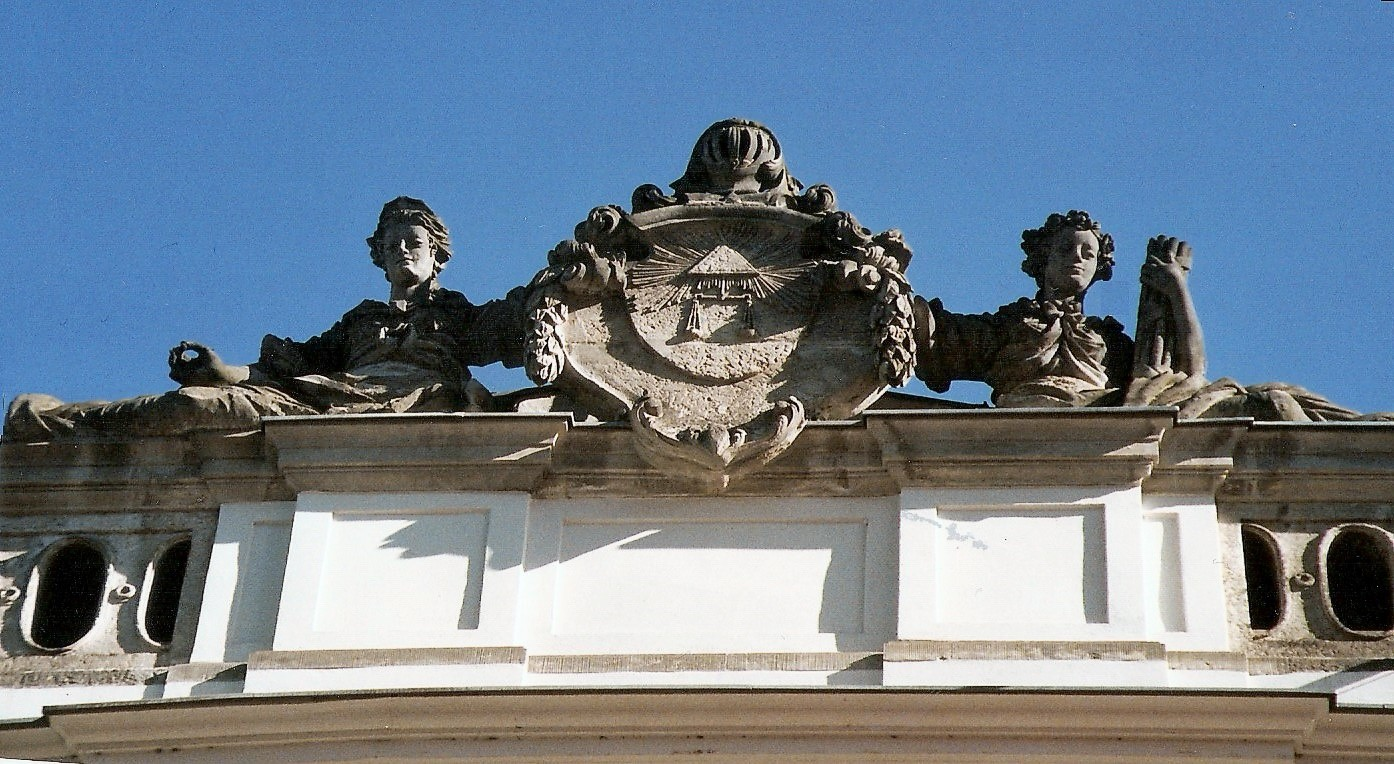
Zirkelgesellschaftssignum

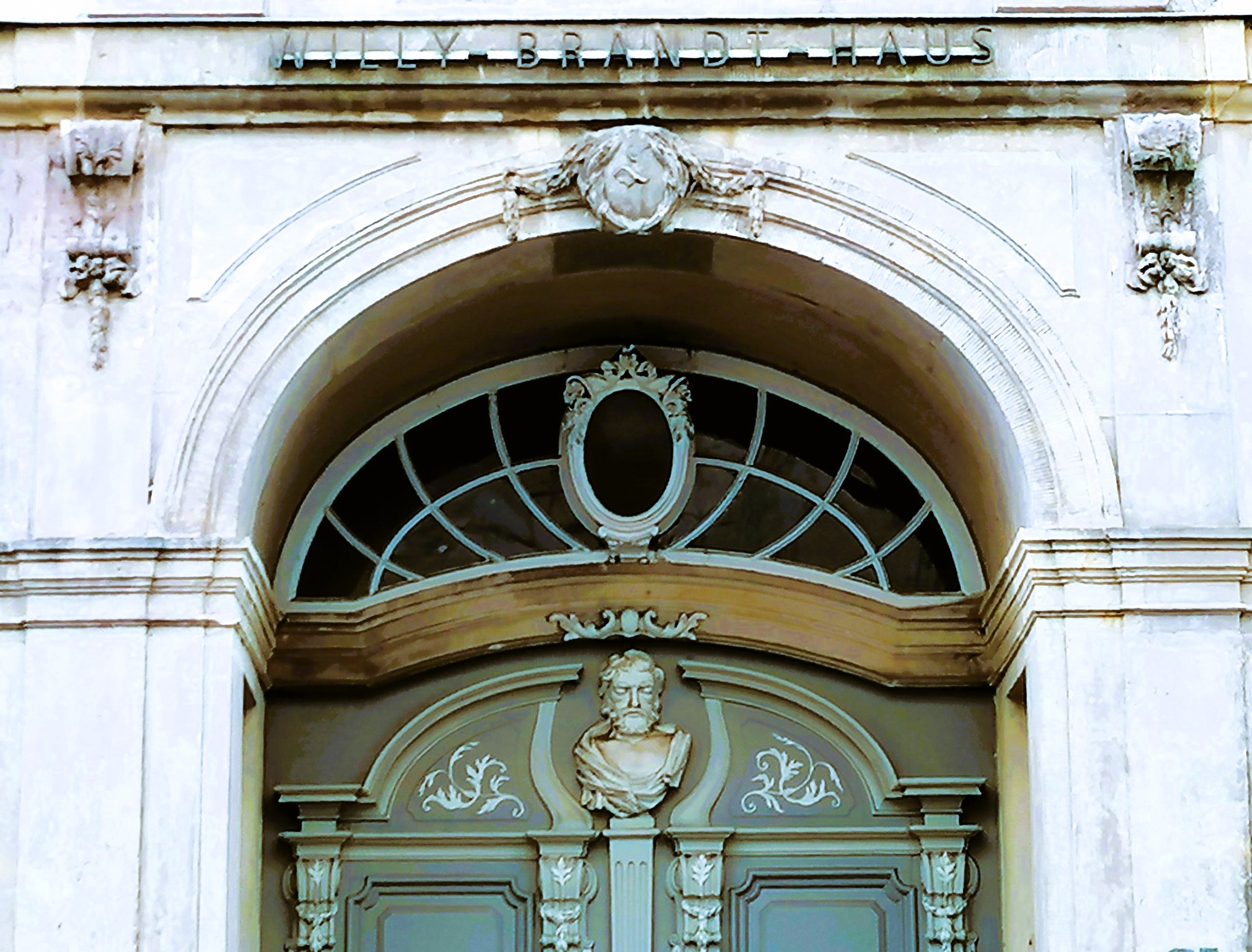
Portal

Das Willy-Brandt-Haus Lübeck ist ein Museum und eine Gedenkstätte für den früheren deutschen SPD-Politiker, Bundeskanzler und Friedensnobelpreisträger Willy Brandt.
Das Gebäude, eine Außenstelle der Bundeskanzler-Willy-Brandt-Stiftung mit Sitz in Berlin, ist außerdem Sitz der Abteilung Denkmalpflege der Hansestadt Lübeck in Schleswig-Holstein. Es ist nach dem Buddenbrookhaus, das an den in Lübeck geborenen Literaturnobelpreisträger Thomas Mann, seinen Bruder Heinrich Mann und die weiteren Mitglieder der Familie Mann erinnert, dem Günter-Grass-Haus, das dem Literaturnobelpreisträger, Maler und Bildhauer Günter Grass gewidmet ist, die dritte Einrichtung der Stadt, die einen Lübecker Nobelpreisträger zum Thema hat. Leiterin des Willy-Brandt-Hauses ist die Historikerin Bettina Greiner.
Willy Brandt wurde nicht in dem Gebäude in der Lübecker Innenstadt, sondern im Stadtteil St. Lorenz geboren.

## Geschichte
Das Willy-Brandt-Haus Lübeck wurde am 18. Dezember 2007, dem 94. Geburtstag Willy Brandts in seiner Geburtsstadt Lübeck eröffnet. Angeregt wurde die Einrichtung einer Gedenkstätte in Willy Brandts Mutterstadt Lübeck von dem Literaturnobelpreisträger Günter Grass, der dem Politiker seit den 1960er Jahren politisch verbunden war. 
Die Stadt Lübeck stellte das sanierungsbedürftige Gebäude, das Patrizierhaus in der Königstraße 21, zur Verfügung. Es war das Gesellschaftshaus der 1379 gegründeten Zirkelgesellschaft, einer Bruderschaft von Fernhandelskaufleuten, gewesen, ehe es im 19. Jahrhundert Sitz des Oberappellationsgerichts der vier Freien Städte wurde, zu denen neben Bremen, Hamburg und Frankfurt am Main die Hansestadt Lübeck gehörte. Später wurde es vom Staatsarchiv der Hansestadt sowie als öffentliche Bücherei genutzt. Die Sanierung des Gebäudes, Umbau und Einrichtung der Ausstattung kosteten nach Jahren des Leerstands 3,8 Millionen Euro. Davon trugen der Bund 2,8 Millionen Euro, eine Million Euro übernahm die Deutsche Stiftung Denkmalschutz.
An der Eröffnung nahmen neben Politikern und Günter Grass Willy Brandts Tochter Ninja Frahm, sein Sohn Peter Brandt sowie dessen zwei Kinder und die Brandt-Witwe Brigitte Seebacher teil.
Die Leitung des Hauses übernahm Jürgen Lillteicher, der es aufgebaut hatte und zehn Jahre führte, bis er die Leitung des AlliiertenMuseums in Berlin übernahm. Ihm folgte am 1. März 2018 Bettina Greiner nach.

## Ausstellung

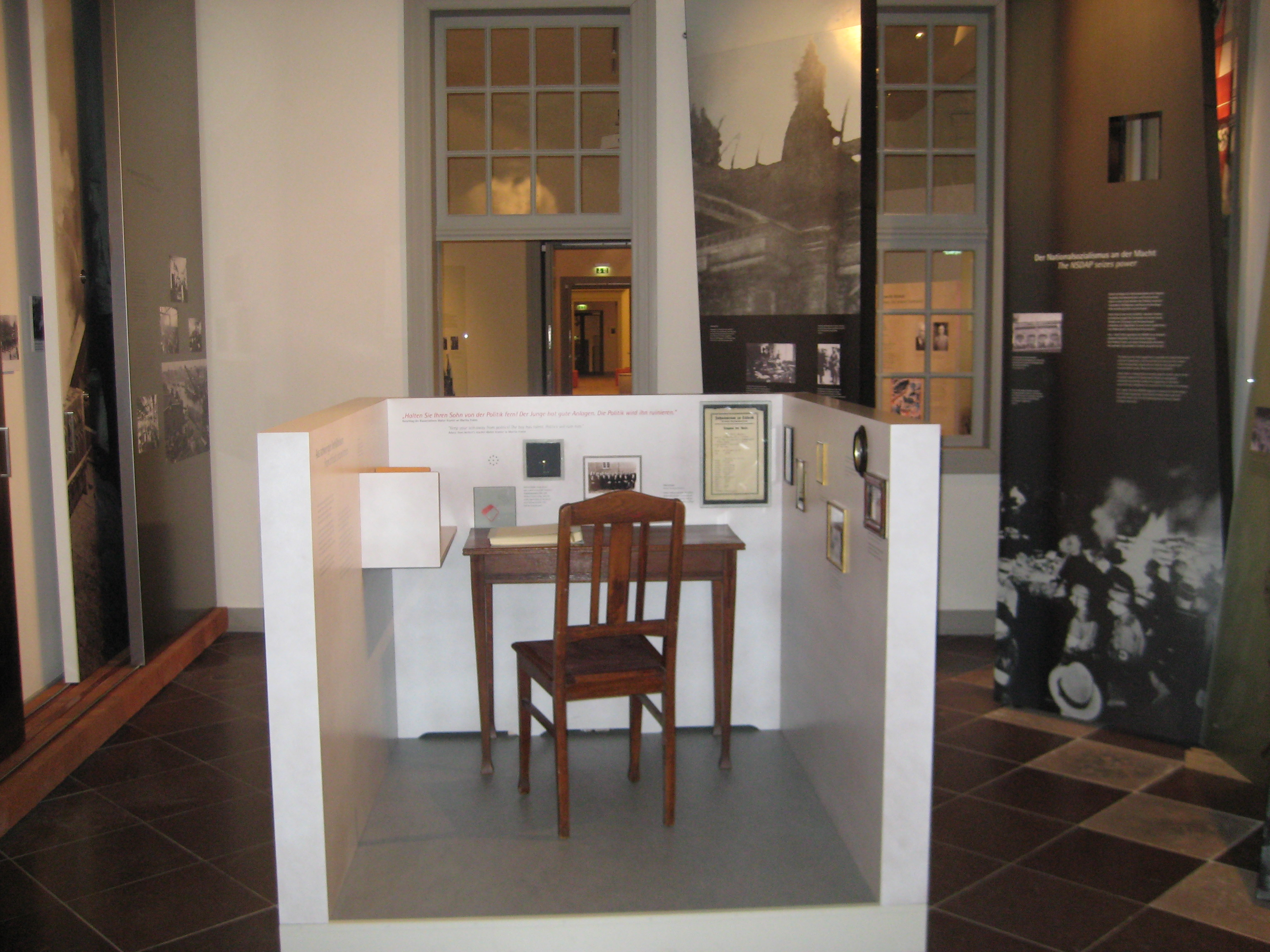
Nachempfundenes Arbeitszimmer des jungen Willy Brandt

Die Ausstellung im Erdgeschoss umfasst chronologisch und räumlich gegliedert Abschnitte im Leben von Willy Brandt.
Ein Raum zeigt die Jugend und Kindheit Brandts in Lübeck. Es folgen Widerstand, Flucht im Kutter und Exil. Als Berichterstatter beim Nürnberger Kriegsgericht und danach erkennt er die Schwierigkeiten für einen Neubeginn in Deutschland.
Die Zeit als Regierender Bürgermeister von Berlin umfasst Berlin-Ultimatum, Mauerbau, Kennedy-Besuch und Politik der kleinen Schritte. Als Außenminister und Bundeskanzler treibt er schwerpunktmäßig die Deutschland- und Ostpolitik und die neu-europäische Einigung voran. Ein kleinerer Ausstellungsraum zeigt Wahlkampfplakate. 
Willy Brandts „Globalem Engagement“ bei der Lösung der Nord-Süd-Disparitäten, der Förderung von Frieden, Freiheit und der Durchsetzung der Menschenrechte ist ein weiterer größerer Raum der Ausstellung gewidmet. 
Im Eingangsbereich findet sich in einer Nische eine farbige Skulptur, deren Original überlebensgroß in der SPD-Parteizentrale, dem Willy-Brandt-Haus in Berlin, zu sehen ist. Das Werk des Bildhauers Rainer Fetting ist die Leihgabe eines Lübecker Kunsthändlers und seiner Frau. Der Innenhof des lang gestreckten Gebäudes stellt ein Stück der Berliner Mauer aus, außerdem Fotos aus dem privaten Leben Willy Brandts. 
Die Rückseite des Gebäudes ermöglicht den Zugang zum Günter-Grass-Haus an der Glockengießerstraße. Die zukünftige Verbindung des Gartens mit den Bürgergärten ist im Gespräch.
Neben seiner Funktion als Museum und Gedenkstätte ist das Willy-Brandt-Haus Lübeck ein Ort für die Politische Bildung für alle Altersklassen, es gibt Vorträge von Zeitzeugen, Podiumsdiskussionen und kindergerechte Führungen. Seit 2012 wurden im Projekt „Jugend ins Museum“ der Lübecker Michael-Haukohl-Stiftung Schüler zu jugendlichen Museumsführern ausgebildet.